# Grönråg
Grönråg är vårens tidigaste grönfoder. Rågen för grönfoder är framtagen för att ge mer grönmassa än vanlig råg. I äldre tider var grönråg vanlig råg, ofta spirande höstråg eller vanlig råg skördad omogen.